# Orbivestus
 Orbivestus  H.Rob., 1999 è un genere di piante angiosperme dicotiledoni della famiglia delle Asteraceae.

## Etimologia
Il nome scientifico del genere è stato definito per la prima volta dal botanico Harold Ernest Robinson (1932-2020) nella pubblicazione " Proceedings of the Biological Society of Washington" ( Proc. Biol. Soc. Washington 112(1): 230.) del 1999.

## Descrizione
Le specie di questo genere sono degli arbusti (piccoli o subarbusti) perenni. I fusti, scarsamente ramificati, sono eretti con base legnosa. Spesso sulla superficie di queste piante sono presenti peli semplici o peli simmetrici a forma di “T” e anche tricomi.
Le foglie sono disposte in modo alterno e decrescente verso l'alto. Possono essere sia brevemente picciolate che sessili. La lamina in genere è intera con forme ellittiche o da ovate a oblanceolate con base da corta-ottusa a acuminata e apici corto-acuti. La consistenza può essere membranacea. Le venature normalmente sono pennate (fino a 6 - 8 venature laterali per lato). I margini sono continui o dentati. La superficie superiore può essere sparsamente pelosa con spinule; quella inferiore è grigiastra con peli sottili e parzialmente infossati; sono presenti anche dei punti ghiandolosi. Dimensione delle foglie: larghezza 2 – 5 cm; lunghe 4 – 9 cm.
L'infiorescenza è formata da capolini peduncolati o sessili (sono sessili i capolini superiori dell'infiorescenza). Le infiorescenze si compongono in lasse formazioni corimbose o cilindriche. Sono presenti delle minute foglie (bratteole) alla base dell'infiorescenza. I rami delle infiorescenze sono tomentosi per peli a forma di "T". La struttura dei capolini è quella tipica delle Asteraceae: un peduncolo sorregge un involucro a forma campanulata composto da 50 - 100 squame (o brattee) disposte su 5 - 7 serie embricate e scalate che fanno da protezione al ricettacolo sul quale s'inseriscono i fiori di tipo tubuloso. Le brattee dell'involucro, persistenti, molto scalate in lunghezza, hanno delle forme da ovate a oblunghe con apici mucronati e margini membranosi, a volte sono divise in esterne e interne. Il ricettacolo tubercolato è sprovvisto di pagliette (ricettacolo nudo). Dimensione dei capolini: 4 – 14 mm. Lunghezza delle brattee: 1 – 8 mm.
I fiori, da 15 a 50 per capolino, sono tetra-ciclici (ossia sono presenti 4 verticilli: calice – corolla – androceo – gineceo) e pentameri (ogni verticillo ha in genere 5 elementi). I fiori sono inoltre ermafroditi e actinomorfi.
- Formula fiorale:

*/x K {\displaystyle \infty }, [C (5), A (5)], G 2 (infero), achenio
- Calice: i sepali del calice sono ridotti ad una coroncina di squame.
- Corolla: la corolla, formata da un tubo imbutiforme terminanti in 5 lobi lineari-lanceolati, è essenzialmente glabra. Il colore è violaceo. Lunghezza della corolla: 4 – 8 mm.
- Androceo: gli stami sono 5 con filamenti liberi e distinti, mentre le antere sono saldate in un manicotto (o tubo) circondante lo stilo.[11] Le antere calcarate alla base sono provviste di coda e con appendice apicale strettamente lanceolata. Le antere in genere sono prive di ghiandole. Il polline è del tipo tricolporato (con tre aperture sia di tipo a fessura che tipo isodiametrica o poro)[12], echinato e non è "lophato". Lunghezza delle antere: 1 – 2 mm.
- Gineceo: lo stilo è filiforme con base con larghi nodi espansi o protuberanze. Gli stigmi dello stilo sono due lunghi e divergenti; sono sottili, pelosi e con apice acuto. L'ovario è infero uniloculare formato da 2 carpelli. Gli stigmi hanno la superficie stigmatica interna (vicino alla base).[13]

I frutti sono degli acheni con pappo. Gli acheni hanno 4 - 5 coste con una superficie setolosa. All'interno si può trovare del tessuto di tipo idioblasto e rafidi di tipo subquadrato da corti a elongati; non è presente il tessuto fitomelanina. Il "carpopodium" (carpoforo) è a forma di tappo leggermente turbinato. Il pappo è formato da 25 - 30 setole sottili e capillari (decidue); sono anche presenti delle squame persistenti. Lunghezza degli acheni: 1,5 – 2 mm.

## Biologia
- Impollinazione: l'impollinazione avviene tramite insetti (impollinazione entomogama tramite farfalle diurne e notturne).
- Riproduzione: la fecondazione avviene fondamentalmente tramite l'impollinazione dei fiori (vedi sopra).
- Dispersione: i semi (gli acheni) cadendo a terra sono successivamente dispersi soprattutto da insetti tipo formiche (disseminazione mirmecoria). In questo tipo di piante avviene anche un altro tipo di dispersione: zoocoria. Infatti gli uncini delle brattee dell'involucro si agganciano ai peli degli animali di passaggio disperdendo così anche su lunghe distanze i semi della pianta.

## Distribuzione e habitat
Le specie di questo gruppo si trovano principalmente in Africa e Asia tropicali.

## Tassonomia
La famiglia di appartenenza di questa voce (Asteraceae o Compositae, nomen conservandum) probabilmente originaria del Sud America, è la più numerosa del mondo vegetale, comprende oltre 23.000 specie distribuite su 1.535 generi, oppure 22.750 specie e 1.530 generi secondo altre fonti (una delle checklist più aggiornata elenca fino a 1.679 generi). La famiglia attualmente (2021) è divisa in 16 sottofamiglie.

### Filogenesi
Le specie di questo gruppo appartengono alla sottotribù Erlangeinae descritta all'interno della tribù Vernonieae Cass. della sottofamiglia Vernonioideae Lindl.. Questa classificazione è stata ottenuta ultimamente con le analisi del DNA delle varie specie del gruppo. Da un punto di vista filogenetico in base alle ultime analisi sul DNA la tribù Vernonieae è risultata divisa in due grandi cladi: Muovo Mondo e Vecchio Mondo. I generi di Erlangeinae appartengono al subclade relativo all'Africa tropicale e meridionale (l'altro subclade africano comprende anche specie delle Hawaii) frammisti ai generi di altre sottotribù; si tratta quindi di un clade non ancora ben risolto filogeneticamente.
La sottotribù, e quindi i suoi generi, si distingue per i seguenti caratteri:
- le specie della sottotribù sono principalmente di origine Africana;
- nella pubescenza sono presenti peli da asimmetrici a simmetrici a forma di "T";
- alcune specie hanno delle foglie pennate divise in segmenti;
- le infiorescenze in genere non sono sottese alla base da brattee fogliacee;
- il polline varia da triporato a tricolporato;
- gli acheni possono avere da 4 a 12 coste;
- il pappo è cupoliforme.

In precedenza la tribù Vernonieae, e quindi la sottotribù di questo genere (Erlangeinae), era descritta all'interno della sottofamiglia Cichorioideae.
I caratteri distintivi per le specie di questo genere ( Orbivestus)sono:
- le infiorescenze a volte sono composte da serie di capolini;
- i lobi della corolla sono privi dei peli simmetrici a forma di "T";
- la base delle antere è codata.

Il numero cromosomico delle specie di questo genere è: 2n = 18, 20, 36 e 40.

### Elenco delle specie
Questo genere ha 12 specie:
- Orbivestus albocinerascens (C.Jeffrey) Isawumi
- Orbivestus bamendae  (C.D.Adams) Isawumi
- Orbivestus blumeoides  (Hook.f.) Isawumi
- Orbivestus catumbensis  (Hiern) H.Rob.
- Orbivestus cinerascens  (Sch.Bip.) H.Rob.
- Orbivestus homilanthus  (S.Moore) H.Rob.
- Orbivestus karaguensis  (Oliv. & Hiern) H.Rob.
- Orbivestus leopoldii  (Sch.Bip. ex Walp.) H.Rob.
- Orbivestus teitensis  (O.Hoffm.) H.Rob.
- Orbivestus turbinata  (Oliv. & Hiern) H.Rob.
- Orbivestus undulatus  (Oliv. & Hiern) H.Rob.
- Orbivestus unionis  (Sch.Bip. ex Walp.) H.Rob.